# Wasserball-Weltmeisterschaften 2015
Die Wasserball-Weltmeisterschaften 2015 wurden vom 24. Juli bis 29. August 2015 in Kasan, Russland im Rahmen der Schwimmweltmeisterschaften 2015 ausgetragen.
Sowohl bei den Männern als auch bei den Frauen spielten 16 Teams um den Weltmeistertitel.

## Männer
| Gruppe A            | Gruppe B           | Gruppe C    | Gruppe D   |
| ------------------- | ------------------ | ----------- | ---------- |
| Kroatien            | Griechenland       | Ungarn      | Serbien    |
| Kanada              | Vereinigte Staaten | Kasachstan  | Australien |
| Brasilien           | Italien            | Südafrika   | Montenegro |
| Volksrepublik China | Russland           | Argentinien | Japan      |

### Gruppe A
| Pl. | Team                | Sp. | S | U | N | Tore  | Diff. | Pkt. |
| --- | ------------------- | --- | - | - | - | ----- | ----- | ---- |
| 1   | Kroatien            | 3   | 3 | 0 | 0 | 39:17 | +22   | 6    |
| 2   | Kanada              | 3   | 2 | 0 | 1 | 25:20 | +5    | 4    |
| 3   | Brasilien           | 3   | 0 | 1 | 2 | 24:29 | −5    | 1    |
| 4   | Volksrepublik China | 3   | 0 | 1 | 2 | 12:34 | −22   | 1    |

| 22. Juli | Kroatien  | – | Kanada    | 12:7 |
|          | Brasilien | – | China     | 9:9  |
| 24. Juli | China     | – | Kanada    | 2:8  |
|          | Kroatien  | – | Brasilien | 10:9 |
| 26. Juli | Kroatien  | – | China     | 17:1 |
|          | Brasilien | – | Kanada    | 6:10 |

### Gruppe B
| Pl. | Team               | Sp. | S | U | N | Tore  | Diff. | Pkt. |
| --- | ------------------ | --- | - | - | - | ----- | ----- | ---- |
| 1   | Griechenland       | 3   | 3 | 0 | 0 | 37:31 | +6    | 6    |
| 2   | Vereinigte Staaten | 3   | 2 | 0 | 1 | 28:26 | +2    | 4    |
| 3   | Italien            | 3   | 1 | 0 | 2 | 28:28 | 0     | 2    |
| 4   | Russland           | 3   | 0 | 0 | 3 | 23:31 | −8    | 0    |

| 22. Juli | Griechenland       | – | Italien            | 11:10 |
|          | Vereinigte Staaten | – | Russland           | 7:6   |
| 24. Juli | Russland           | – | Italien            | 6:9   |
|          | Griechenland       | – | Vereinigte Staaten | 11:10 |
| 26. Juli | Griechenland       | – | Russland           | 15:11 |
|          | Vereinigte Staaten | – | Italien            | 11:9  |

### Gruppe C
| Pl. | Team        | Sp. | S | U | N | Tore  | Diff. | Pkt. |
| --- | ----------- | --- | - | - | - | ----- | ----- | ---- |
| 1   | Ungarn      | 3   | 3 | 0 | 0 | 52:13 | +39   | 6    |
| 2   | Kasachstan  | 3   | 2 | 0 | 1 | 34:24 | +10   | 4    |
| 3   | Südafrika   | 3   | 1 | 0 | 2 | 17:37 | −20   | 2    |
| 4   | Argentinien | 3   | 0 | 0 | 3 | 17:46 | −29   | 0    |

| 22. Juli | Südafrika  | – | Argentinien | 10:6 |
|          | Ungarn     | – | Kasachstan  | 14:5 |
| 24. Juli | Kasachstan | – | Argentinien | 15:7 |
|          | Südafrika  | – | Ungarn      | 4:17 |
| 26. Juli | Südafrika  | – | Kasachstan  | 3:14 |
|          | Ungarn     | – | Argentinien | 21:4 |

### Gruppe D
| Pl. | Team       | Sp. | S | U | N | Tore  | Diff. | Pkt. |
| --- | ---------- | --- | - | - | - | ----- | ----- | ---- |
| 1   | Serbien    | 3   | 3 | 0 | 0 | 32:18 | +14   | 6    |
| 2   | Australien | 3   | 1 | 1 | 1 | 26:26 | 0     | 3    |
| 3   | Montenegro | 3   | 1 | 1 | 1 | 21:25 | −4    | 3    |
| 4   | Japan      | 3   | 0 | 0 | 3 | 16:26 | −10   | 0    |

| 22. Juli | Serbien    | – | Montenegro | 11:8  |
|          | Japan      | – | Australien | 4:10  |
| 24. Juli | Australien | – | Montenegro | 5:5   |
|          | Serbien    | – | Japan      | 19:9  |
| 26. Juli | Serbien    | – | Australien | 10:9  |
|          | Japan      | – | Montenegro | 10:16 |

## Hauptrunde
| Hauptrunde |            |   |                    |      |
| 28. Juli   | Südafrika  | – | Australien         | 1:17 |
|            | Kanada     | – | Italien            | 2:8  |
|            | Brasilien  | – | Vereinigte Staaten | 3:7  |
|            | Kasachstan | – | Montenegro         | 8:12 |

## Viertelfinale
Für das Viertelfinale qualifizieren sich jeweils die Gruppensieger direkt sowie die Gewinner aus den Spielen der Hauptrunde.
| Viertelfinale |              |   |                    |       |
| 30. Juli      | Ungarn       | – | Italien            | 7:8   |
|               | Serbien      | – | Vereinigte Staaten | 12:7  |
|               | Kroatien     | – | Montenegro         | 10:4  |
|               | Griechenland | – | Australien         | 12:11 |

Die Gewinner der Begegnungen qualifizieren sich für das Halbfinale. Die Verlierer spielen um Platz fünf bis acht.

## Platzierungsspiele um Platz 5 bis 8

### Vorspiele
Vor den Platzierungsspielen werden noch die Begegnungen ausgespielt.
Hier spielt ein Verlierer aus dem Viertelfinale gegen einen anderen Verlierer aus dem Viertelfinale.
| Vorspiele um Platz 5–8 |            |   |                    |      |
| 1. August              | Montenegro | – | Australien         | 11:8 |
|                        | Ungarn     | – | Vereinigte Staaten | 13:9 |

### Spiel um Platz 7
| Spiel um Platz 7 |            |   |                    |      |
| 3. August        | Australien | – | Vereinigte Staaten | 6:10 |

### Spiel um Platz 5
| Spiel um Platz 5 |            |   |        |      |
| 3. August        | Montenegro | – | Ungarn | 10:9 |

## Halbfinale
Das Halbfinale wird von den Gewinnern der Viertelfinals ausgetragen.
| Halbfinale |          |   |              |       |
| 1. August  | Italien  | – | Serbien      | 6:10  |
|            | Kroatien | – | Griechenland | 15:13 |

## Spiel um Platz drei
| Spiel um Platz 3 |              |   |         |                        |
| 3. August        | Griechenland | – | Italien | 11:9 (7:7, 4:2) PSO. 1 |

## Finale
| Finale    |          |   |         |      |
| 3. August | Kroatien | – | Serbien | 4:11 |

## Endergebnis
| Platz | Land               | Flagge             | Code |
| ----- | ------------------ | ------------------ | ---- |
| 1.    | Serbien            | Serbien            | SRB  |
| 2.    | Kroatien           | Kroatien           | CRO  |
| 3.    | Griechenland       | Griechenland       | GRE  |
| 4.    | Italien            | Italien            | ITA  |
| 5.    | Montenegro         | Montenegro         | MNE  |
| 6.    | Ungarn             | Ungarn             | HUN  |
| 7.    | Vereinigte Staaten | Vereinigte Staaten | USA  |
| 8.    | Australien         | Australien         | AUS  |

| Platz | Land               | Athleten |
| ----- | ------------------ | --- |
| 1     | Serbien            | Gojko Pijetlović, Dušan Mandić, Živko Gocić, Sava Ranđelović, Miloš Ćuk, Duško Pijetlović, Slobodan Nikić, Milan Aleksić, Nikola Jakšić, Filip Filipović, Andrija Prlainović, Stefan Mitrović, Branislav Mitrović                                                                     |
| 2     | Kroatien           | Josip Pavić, Damir Burić, Antonio Petković, Luka Lončar, Maro Joković, Luka Bukić, Petar Muslim, Andro Bušlje, Sandro Sukno, Fran Paškvalin, Anđelo Šetka, Paulo Obradović, Marko Bijač                                                                                               |
| 3     | Griechenland       | Konstandinos Flengas, Emmanouil Mylonakis, Georgios Dervisis, Konstandinos Genidounias, Ioannis Fountoulis, Kyriakos Pondikeas, Christos Afroudakis, Evangelos Delakas, Konstandinos Mourikis, Christodoulos Kolomvos, Alexandros Gounas, Angelos Vlachopoulos, Stefanos Galanopoulos |
| 4     | Italien            | Stefano Tempesti, Francesco Di Fulvio, Alessandro Velotto, Pietro Figlioli, Alex Giorgetti, Andrea Fondelli, Massimo Giacoppo, Nicholas Presciutti, Niccolò Gitto, Stefano Luongo, Matteo Aicardi, Fabio Baraldi, Marco Del Lungo                                                     |
| 5     | Montenegro         | Dejan Lazović, Draško Brguljan, Vjekoslav Pasković, Uroš Čučković, Darko Brguljan, Aleksandar Radović, Mlađan Janović, Aleksa Ukropina, Aleksandar Ivović, Nikola Murišić, Filip Klikovać, Predrag Jokić, Miloš Šćepanović                                                            |
| 6     | Ungarn             | Viktor Nagy, Miklós Gór-Nagy, Norbert Madaras, Balázs Erdélyi, Márton György Vámos, Norbert Hosnyánszky, Dániel Angyal, Márton Szivós, Dániel Varga, Dénes Varga, Krisztián Bedő, Balázs Hárai, Attila Decker                                                                         |
| 7     | Vereinigte Staaten | Merrill Moses, Nikola Vavic, Alex Obert, Jackson Kimbell, Alex Roelse, Luca Cupido, Josh Samuels, Tony Azevedo, Alex Bowen, Bret Bonanni, Jesse Smith, John Mann, McQuin Baron |
| 8     | Australien         | James Stanton-French, Richard Campbell, George Ford, John Cotterill, Nathan Power, Jarrod Gilchrist, Aidan Roach, Aaron Younger, Joel Swift, Mitchell Emery, Rhys Howden, Tyler Martin, Joel Dennerley                                                                                |

## Frauen
| Platz | Land               | Athletinnen |
| ----- | ------------------ | --- |
| 1     | Vereinigte Staaten | Samantha Hill, Madeline Musselman, Melissa Seidemann, Rachel Fattal, Alys Williams, Margaret Steffens, Courtney Mathewson, Kiley Neushul, Ashley Grossman, Kaleigh Gilchrist, Makenzie Fischer, Kami Craig, Ashleigh Johnson                                                         |
| 2     | Niederlande        | Laura Aarts, Yasemin Smit, Dagmar Genee, Catharina van der Sloot, Amarens Genee, Nomi Stomphorst, Marloes Nijhuis, Vivian Sevenich, Maud Megens, Isabella van Toorn, Lieke Klaassen, Leonie van der Molen, Debby Willemsz                                                            |
| 3     | Italien            | Giulia Gorlero, Chiara Tabani, Arianna Garibotti, Elisa Queirolo, Federica Radicchi, Rosaria Aiello, Tania Di Mario, Roberta Bianconi, Giulia Emmolo, Francesca Pomeri, Laura Barzon, Teresa Frassinetti, Laura Teani                                                                |
| 4     | Australien         | Lea Yanitsas, Gemma Beadsworth, Hannah Buckling, Holly Lincoln-Smith, Keesje Gofers, Bronwen Knox, Rowie Webster, Glencora McGhie, Zoe Arancini, Ash Southern, Bronte Halligan, Nicola Zagame, Kelsey Wakefield                                                                      |
| 5     | China              | Jun Yang, Jianing Tian, Xiaohan Mei, Dunhan Xiong, Guannan Niu, Yating Sun, Donglun Song, Cong Zhang, Zihan Zhao, Weiwei Zhang, Xinyan Wang, Jing Zhang, Lin Peng |
| 6     | Griechenland       | Eleni Kouvdou, Christina Tsoukala, Stefania Charalampidi, Christina Kotsia, Margarita Plevritou, Alkisti Avramidou, Alexandra Asimaki, Antigoni Roubessi, Ioanna Charalampidi, Triandafyllia Manolioudaki, Eleftheria Plevritou, Eleni Xenaki, Chrysoula Diamantopoulou              |
| 7     | Spanien            | Laura Ester, Marta Bach, Anna Espar, Paula Leitón, Matilde Ortiz, Jennifer Pareja, Clara Espar, Pilar Peña, Judith Forca, Roser Tarragó, Maica García, Laura López, Patricia Herrera                                                                                                 |
| 8     | Russland           | Jewgenija Abdrisjakowa, Jewgenija Iwanowa, Nadeschda Jarondaikina, Elwina Karimowa, Anna Karnauch, Jekaterina Lissunowa, Jekaterina Prokofjewa, Anastassija Simanowitsch, Jekaterina Subatschowa, Tatjana Subkowa, Jekaterina Tankejewa, Anna Timofejewa, Anastassija Werchogljadowa |

Finale (7. August 2015): Vereinigte Staaten : Niederlande (5:4)
Spiel um Platz 3 (7. August 2015): Australien : Italien (7:7, 3:5 n. PSO. 1)
Spiel um Platz 5 (7. August 2015): China : Griechenland (9:9, 4:3 n. PSO. 1)
Spiel um Platz 7 (7. August 2015): Spanien : Russland (15:10)